# マングファル谷線
マングファル谷線（マングファルだにせん、ドイツ語: Mangfalltalbahn）はバイエルン州のホルツキルヒェンとローゼンハイムを結ぶ単線で電化された鉄道路線である。この路線は、ミュンヘン - ローゼンハイム線の運行不可の場合、迂回路として役割を果たす。

## 沿線概況
マングファル谷線はバイエルン・マクシミリアン鉄道の一部であり、ホルツキルヒェン駅で同じマクシミリアン鉄道であったミュンヘン - ホルツキルヒェン線を継承する。列車は先ずSバーンの終着駅であるクロイツシュトラーセ駅に向かう。そこでミュンヘン・ギージング - クロイツシュトラーセ線が分岐して、この路線は東の向こうに曲がる。列車はマングファル川と平行して、ブルックミュールおよびバート・アイブリング方向に走行する。ローゼンハイム駅の寸前にミュンヘン-ローゼンハイム線、ローゼンハイム - ミュールドルフ線がこの路線に合流して、ローゼンハイム駅の東側にローゼンハイム - ザルツブルク線およびローゼンハイム - クーフシュタイン線がこの路線を継承する。

## 歴史

### バイエルン王立鉄道時代
マングファル谷線は1857年10月31日にマクシミリアン鉄道のグロースヘッセルローエ - ローゼンハイム区間の開通で形成された。1848年9月にフォン・マッファイは私設鉄道会社による鉄道建設と運営を提案した。翌年の初め、マッファイはミュンヘン - ザルツブルク間の路線経路を提示して、ミュンヘン - バート・アイブリング区間はクロン経由で現在経路と異なった。1850年3月9日「ミュンヘン・ローゼンハイム・ザルツブルク鉄道組合（München-Rosenheim-Salzburg-Eisenbahn-Verein）」の設立が許可された。路線経路をめぐる紛争が発生しないように関係当局は経路を直接に計画すべきであった。それでマクシミリアン鉄道の経路は、ミースバッハ地域の石炭鉱床をより有利に連結するために、ホルツキルヒェン経由とように決定された。1852年には建設費の継続的な上昇のためバイエルン政府が財政を負担することとなった。ローゼンハイム側の終点は市外交のロースアッカーで、ローゼンハイム駅は1858年11年についに開業された。この路線は主にハウスハムの炭田からローゼンハイムの製塩所まで石炭を輸送する目的で使用された。
1871年ミュンヘン - ローゼンハイム区間で新線が開通されて、この路線の複線化計画はもう実現されなかった。1897年バート・ファイルンバッハ方面に地方鉄道が開通されて、バート・アイブリング駅は乗り換え駅となった。

### ドイツ帝国鉄道時代
1945年5月28日軍用列車が乗客のない列車とバート・アイブリング駅とコルバーモーア駅の中間地点で衝突する事故が発生した。事故地点は森の中で、5人が死亡して、21人が重軽傷を負った。事故の原因は鉄道電話線および通信回線の損傷であった。

### ドイツ連邦鉄道時代
1971年マングファル谷線では電力設備と電車線が、交通量の多い幹線の迂回路を提供できるよう、備えられた。必要なら長い貨物列車が待避できるよう、いくつかの駅が改修された。

### ドイツ鉄道時代
1995年に三つの停車場の追加設置がバイエルン州政府の内閣決定の基礎で計画された。その決定はローゼンハイム郡の行政活動と当局の依頼で実行された調査に由来した。2008年ドイツ鉄道は停車駅の確実な開業日付を特定できないと言明した。地方官僚達はそれに対してドイツ鉄道を真剣に批判した。その間に、2009年バート・アイブリング温泉駅が、2014年ヒンリクスゼーゲン駅がそれぞれ開業された。
2013年12月からバイエルン・オーバーラント鉄道はバイエルン鉄道会社を代表して路線の運営権を引き受けた。新型電車は形式承認の問題のため2014年6月この路線に投入された。それ以来一部の列車は既存のS27系統に代わってミュンヘンまで運行されている。

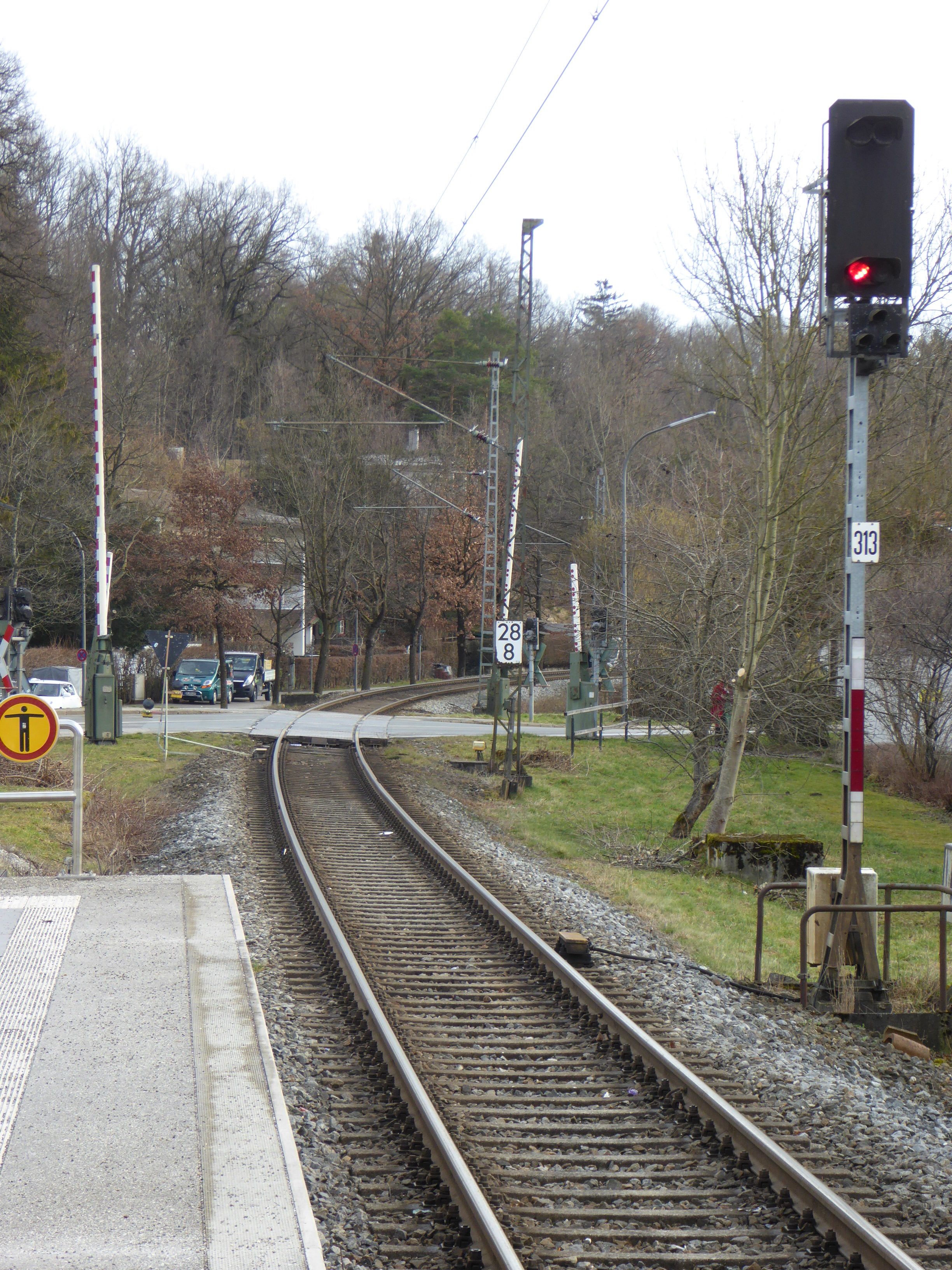
バート・アイブリング温泉駅から見える313番ブロック信号灯と踏切（2016年2月）

2016年2月9日、1945年の事故地点から約800 m離れる場所で、二つの電車が正面に衝突する事故が発生した。信号担当者（Fahrdiesnstleiter）が信号制御機を不適切に作動させて、ローゼンハイム行きの列車をバート・アイブリン駅から出発させた。その故に両列車はバート・アイブリング - コルバーモーアの単線区間で互いに走行してしまった。この事故で11人が死亡して、約90人が重軽傷を負った。

## 運行形態
この路線はミュンヘン運輸運賃連合（Münchener Verkehrs- und Tarifverbund、MVV）の運賃制適用区域である。
- 普通列車（RB 58）: ホルツキルヒェン - クロイツシュトラーセ - ヴェスターハム - ブルックミュール - バート・アイブリング - コルバモーア - ローゼンハイム。60分間隔。バイエルン地方鉄道（メリディアン鉄道）所属。使用車両はFLIRT3。